# Orquestra Sinfônica Nova Scotia
A Orquestra Sinfônica Nova Scotia ou Orquestra Sinfónica Nova Scotia (OSNS) é uma orquestra localizada em Halifax, Nova Scotia, no Canadá. A orquestra apresenta aproximadamente 50 concertos anualmente, para mais de 50 mil pessoas e seu vai do barroco ao clássico.
A orquestra foi fundada em 1983 com apenas 13 músicos permanentes. A OSNS é a maior instituição da comunidade cultural de Nova Scotia, tendo atualmente 37 músicos e 10 administradores, junto com 150 artistas contratados, produção e pessoal técnico. 